# Teorien om alting (film fra 1998)
|  | Denne artikel er oprettet af botten PalnaBot ud fra en ekstern database. Den kan derfor have sproglige fejl eller mangler. Denne skabelon kan fjernes efter kontrol af indholdet. |

 For alternative betydninger, se Teorien om alting. (Se også artikler, som begynder med Teorien om alting)
Teorien om alting er en film instrueret af Lars Becker-Larsen.

## Handling
Den teoretiske fysiker, Holger Bech Nielsen udforsker de yderste grænser i højenergifysikken. Holger Bech Nielsen giver i filmen en status over fysikkens forsøg på at nå frem til en teori om alting, en ultimativ sammenfattende beskrivelse af kræfter og stof i naturen, og han bringer os derved tilbage til brøkdele af det første sekund efter Big Bang.